# Caminada de Carenes
La Caminada de Carenes, també anomenada Marxa El Pont de Suert a Tremp, és una caminada de resistència no competitiva que forma part del Circuit Català de Caminades de Resistència (CCCR) de la Federació d'Entitats Excursionistes de Catalunya (FEEC).
La Caminada de Carenes està organitzada conjuntament pels Ajuntaments de Tremp i el Pont de Suert i el Centre Excursionista Alta Ribagorça, té una distància de al voltant de 50 km. i transcorre pels camins entre el Pont de Suert, Adons, Gurp i Tremp.
La prova compta amb tres recorreguts: el llarg, de 50 quilòmetres, uneix les poblacions d'El Pont de Suert i Tremp, el mitjà, de 28 quilòmetres, parteix des d'Adons amb final també a la capital del Pallars Jussà, i finalment, el circuit curt, de 9 quilòmetres, connecta el poble de Gurp amb Tremp. La prova principal és la 'Marxa El Pont de Suert-Tremp', de 50 quilòmetres i 2.436 metres d’ascensió acumulada i 2.826 metres de descens acumulat. Es fonamenta en la unió de dos pobles, el Pont de Suert i Tremp, mitjançant un camí tradicional, recuperat amb l’esforç de les corporacions locals dels dos municipis.